# Kospa-Pressen
Kospa-Pressen war eine Gemeinde im Norden des Bezirkes Leipzig bzw. nach 1990 im Nordwesten des Freistaates Sachsen, die von 1965 bis 1997 bestand. Sie befand sich etwa drei Kilometer westlich der Stadt Eilenburg.

## Gemeindegliederung
Die Gemeinde Kospa-Pressen gliederte sich in die vier Ortsteile Behlitz, Kospa, Pressen und Zschettgau.

## Geschichte
Die Landgemeinde Kospa-Pressen entstand am 11. Oktober 1965 durch den Zusammenschluss der zuvor selbstständigen Gemeinden Kospa (mit Zschettgau) und Pressen (mit Behlitz). Bis 1990 gehörte die Gemeinde zum Kreis Eilenburg, ab 1990 zum gebietsgleichen Landkreis Eilenburg. Seit 1994 war sie eine Gemeinde des Landkreises Delitzsch. Am 1. Januar 1997 wurde die Gemeinde nach Eilenburg eingemeindet. Die vier Orte der ehemaligen Gemeinde sind seitdem Ortsteile der Stadt.

### Einwohnerentwicklung
| Jahr | Pressen       | Behlitz | Kospa | Zschettgau |
| 1818 | 184           | 104     | 149   | 110        |
| 1880 | 228           | 139     | 229   | 168        |
| 1895 | 281           | 144     | 255   | 159        |
| 1910 | 270           | 151     | 289   | 198        |
| 1925 | 273           | 162     | 315   | 206        |
| 1939 | 289           | 161     | 327   | 178        |
| 1946 | 418           | 256     | 472   | 275        |
|      | Pressen       | Pressen | Kospa | Kospa      |
| 1950 | 670           | 670     | 614   | 614        |
| 1964 | 548           | 548     | 498   | 498        |
|      | Kospa-Pressen |         |       |            |
| 1990 | 723           | 723     | 723   | 723        |